# Лянкиуе (езеро)
Лянкиуе (на испански: Lago Llanquihue) е сладководно езеро в средните части на Чили, в областта Лос Лагос. Площта му е 866 km², дължината от север на юг 40 km, ширината до 35 km, обемът 158,6 km³, а максималната дълбочина 317 m.
Езерото Лянкиуе е разположено в Централната Чилийска долина, на западния склон на Андите, на 51 m н.в. На югоизточния му бряг се издига вулканът Калбуко (2003 m), а на източния – вулканът Осорно (2652 m). Бреговата му линия е с дължина 197 km, като източните и югоизточните му брегове са високи и стръмни, а останалите – равнинни. В древността лавовият поток, стекъл се от вулкана Осорно, е отчленил от Лянкиуе езерото Тодос лос Сантос, което сега е разположено източно от него, на 164 m н.в. и е с площ 179 km². Водосборният басейн на Лянкиуе е 1720 km², като в него се вливат няколко малки потока, стичащи се по склоновете на двата вулкана. От югозападния му ъгъл изтича река Маулин (85 km), вливаща се в залива Коронадо на Тихия океан. Със своята красива природа езерото е много привлекателна туристическа дестинация. На югозападния му бряг е разположен град Пуерто Варас, на северния – Пуерто Октай, а на западния – Фрутиляр.